# Peregrine Maitland
 Sir Peregrine Maitland GCB (6 de julho de 1777 - 30 de maio de 1854) foi um militar e administrador colonial britânico. Ele também era um jogador de críquete de primeira classe. 
Nascido em Longparish House em Longparish, Hampshire, era o mais velho dos cinco filhos de Thomas Maitland de Lyndhurst, Hampshire, com sua esposa Jane, filha de Edward Mathew, o general da Guarda Coldstream com sua esposa Lady Jane, filha de Peregrine Bertie, segundo duque de Ancaster e Kesteven. Thomas Maitland possuía plantações na paróquia de St. Thomas Middle Island, na ilha de São Cristóvão.